# Microsoft Paint
Microsoft Paint — многофункциональный, но в то же время довольно простой в использовании растровый графический редактор компании Microsoft, входящий в состав всех операционных систем Windows, начиная с первых версий.

## История
Первая версия Paint появилась в Windows 1.0. В Windows 3.0 был переименован в PaintBrush. Но потом в Windows 95 и поздних версиях Windows он был опять переименован в Paint (однако, программа может вызываться и командой pbrush, что является сокращением от PaintBrush). В версии из Windows 3.x и более ранних версиях поддерживались только форматы MSP (1-битные монохромные изображения), BMP, PCX и RLE. В последующих версиях из этих форматов осталась поддержка лишь одного — BMP.
В Windows 95 была введена новая версия Paint. Тот же самый интерфейс продолжает использоваться в следующих версиях Windows. В Windows 98, Windows 2000 и Windows ME изображения могли быть сохранены в форматах GIF и JPEG, если были установлены необходимые графические фильтры от Microsoft (обычно они устанавливались вместе с другими приложениями от Microsoft, такими как Microsoft Office или Microsoft PhotoDraw). Начиная с Windows XP фильтры стали предустановленными, и добавилась поддержка форматов PNG и TIFF. В Windows Vista и Windows 7 полностью изменены иконки.

### Windows 7
В Windows 7 Paint впервые был полностью переработан, получил ленточный (Ribbon) интерфейс, дополнительные кисти и фигуры, схожие с библиотекой Microsoft Office. Краткий обзор нововведений:
- 9 разновидностей кисти (Brush):
  - Обычная кисть (теперь — сглаженная).
  - Каллиграфическая кисть 1 (кисть с наклоном в 45 градусов влево).
  - Каллиграфическая кисть 2 (кисть с наклоном в 45 градусов вправо).
  - Баллончик (остался без изменений).
  - Масляная кисть (мажет толстым штрихом).
  - Пастельная кисть (похожа на цветной мел).
  - Маркер (закрашивает цветом наполовину).
  - Текстурный карандаш (тонкая кисть для имитации жёсткого карандаша).
  - Акварель (полупрозрачная плавная постепенно исчезающая кисть).
- Также обновилась библиотека фигур: к стандартным эллипсу, прямоугольнику, вектору, кривой, многограннику и скруглённому прямоугольнику добавилось ещё 17 фигур, среди которых: треугольник равнобедренный, треугольник прямоугольный, ромб, пяти- и шестиугольник, стрелки вправо, влево, вверх и вниз; звезды: четырёх-, пяти- и шестиугольная; прямоугольный, круглый и «думающие» пузыри для комиксов, сердце и молния.
- Нарисовав фигуру, можно ещё настроить её параметры: повернуть, растянуть, изменить цвет и фактуру.
- 7 разновидностей заливки/контура:
  - Нет/отсутствует.
  - Однотонный.
  - Пастель.
  - Маркер.
  - Масло.
  - Карандаш.
  - Акварель.
- Также в меню «Вид» добавлены: новая линейка, режим предпросмотра печати.
- Возможность получения материала для редактирования со сканера.
- Теперь возможно использовать разные стили для каждого фрагмента текста внутри одной рамки.
- Шкала масштаба нанесена как в сторону увеличения, так и в сторону уменьшения.

### Windows 10
В Windows 10 Creators Update появились Paint 3D и View 3D.

### Windows 11
Начиная с v11.2306.30.0 пользователи Windows 11 могут удалять задний фон с изображения в Paint.